# Ergotamină
Ergotamina este alcaloidul polipeptidic prezent în procentul cel mai mare în cornul secarei (Claviceps purpurea), dar și în ololiuhqui (Convolvulus corymbosus, Volbură), sau în Ipomoea violacea (Zorele).
Grupa ergotaminei este formată din diferiți alcaloizi, denumiți în funcție de restul de aminoacid grefat pe nucleul de bază.

## Clasificare

Nucleul de bază a alcaloizilor din grupa ergotaminei aparține acidului lisergic, pe care este grefată o structură tripepetidică

| Grupa/Alcaloidul | R1   | Aminoacid comun | R2           | Aminoacid specific |
| ---------------- | ---- | --------------- | ------------ | ------------------ |
| Ergotaminei      |      |                 |              |                    |
| ergotamina       | CH 3 | αhidroxialanina | CH2C6H5      | fenilalanină       |
| α ergosina       | CH 3 | αhidroxialanina | CH2CH(CH 3)2 | leucină            |
| ergovalina       | CH 3 | αhidroxialanina | CH(CH3)2     | valină             |

## Acțiune farmacologică
Ergotamina are acțiune vasoconstrictoare mai ales asupra vaselor coronare, periferice, cerebrale-acționează asupra receptorilor adrenergici si serotoninergici.
Are acțiune deprimantă asupra centrului respirator, vasomotor, termoreglator, determină creșterea tensiunii arteriale. În asociere cu cofeina, biodisponibilitatea ergotaminei crește de circa 300 ori. Această proprietate este utilizată în combaterea crizelor de migrenă.